# One Less Lonely Girl
«One Less Lonely Girl» (укр. Однією самотньою дівчиною менше) — пісня канадського співака Джастіна Бібера. Вона була написана і спродюсована наставником Бібера, Ашером, а також Ізекілем Льюїсом, Байлевою Магомет з The Clutch, і Шоном Гамільтоном та Хеком Шином з дуету A-Rex. Пісня була видана суто в iTunes як другий сингл дебютного мініальбому Бібера My World 6 жовтня 2009 року, а пізніше вийшла для інших форматів цифрового завантаження, а також в ефірі радіо форматів mainstream і rhythmic.
Пісня отримала доволі позитивні відгуки, а критики високо оцінюючи просування пісні, порівнювали її з поп-R&B піснями Кріса Брауна і Ріанни. Сингл здобув успіх у Сполучених Штатах і Канаді, посівши шістнадцяту і десяту сходинку чартів, відповідно, що стало особистим рекордом Бібера, допоки в 2010 році пісня «Baby» не перевершила цей рекорд. Він також увійшов до перших тридцяток чартів Бельгії (Фландрії) і Німеччини в тридцятку, а також потрапив до хіт-парадів Австрії, Австралії і Великої Британії. Музичне відео на пісню зображає як Бібер шукає дівчину, що загубила свій шарф в місцевій пральні, щоб здобути побачення з нею. Станом на січень 2017 року відео на YouTube переглянули понад 250 мільйонів разів. Бібер неодноразово виконував пісню наживо, зокрема під час концертного туру Тейлор Свіфт Fearless Tour, а також в ефірі телевізійних шоу The Next Star і Dick Clark's New Year's Rockin' Eve.

## Видання
Стосовно концепції пісні, Бібер розповів в інтерв'ю MTV News, що є «дуже важливим, [щоб] дівчата мали дещо, щоб зробило б на одну самотню дівчину менше». Сингл «One Less Lonely Girl» вийшов для цифрового завантаження в iTunes Store 6 жовтня 2009 року.

## Композиція і критичні оцінки
Кристал Белл з Billboard дав пісні в цілому позитивний відгук, додавши, що в пісні Бібер наводить вагомі аргументи, чому він такий поп-серцеїд. Окрім того, Белл зазначив, що аранжування пісні нагадує середньотемпові хітові балади Кріса Брауна "With You", і Бейонсе «Irreplaceable». Джон Караманіка з Нью-Йорк таймс назвав пісню разом з «Down to Earth», «нескладними красивими і щирими» треками. Енді Келлман з Allmusic зарахував пісню до одного зі своїх рекомендованих треків з альбому.

## Позиції в чартах
У США, за перший тиждень, сингл було 113,000 разів завантажено, що забезпечило пісні дебют 24 жовтня 2009 року на шістнадцятій позиції чарту Billboard Hot 100. Дебют пісні Бібера посів найвищу сходинку того тижня, будучи перевершеним лише піснею Брітні Спірс "3". Внаслідок трансляції пісні в ефірі mainstream-радіо у США, пісня посіла тридцять шосту сходинку в чарті Billboard Pop Songs 12 грудня 2009, і також знову потрапила до хіт-параду Hot 100 на шістдесят дев'ятій позиції. Сингл досяг максимуму в двадцять один на поп-чарті. Наступному тижня сингл втратив свої позиції в чарті Hot 100, але піднявся на тридцять другу сходинку хіт-параду Pop Songs, і знову піднявся на двадцять шосту позицію наступного тижня. Сингл піднімався максимуму до двадцять першої сходинки поп-чарту. У зв'язку зі збільшенням ротації і цифрових продажів мініальбому My World, 9 січня 2010 пісня піднялася на тридцять позицій чарту Hot 100 — з шістдесятої до тридцятої. Станом на лютий 2011 року в Сполучених Штатах було продано більше 1,025,000 цифрових копій синглу. 24 жовтня 2009 пісня дебютувала під номером десять в канадському чарті Canadian Hot 100.
«One Less Lonely Girl» дебютував в Австрії під п'ятдесят четвертим номером, залишаючись там чотири тижні поспіль. Він дебютував у бельгійському чарті Фландрії Belgian Tip Chart, посівши двадцять п'яту сходинку, де він і залишався протягом двох тижнів. У Німеччині він дебютував на двадцять другій позиції, де залишався протягом восьми тижнів. Пісня також сягнула вісімдесят другої сходинки в Австралії і шістдесят другої в Сполученому Королівстві.

## Музичне відео

Бібер у зеленому світшоті розміщує вказівники у музичному відео «One Less Lonely Girl»

7 жовтня 2009 року, ексклюзивно для MTV News, Бібер підтвердив, що музичне відео було знято в Вотертауні, штат Теннессі (невелике місто приблизно за 80 кілометрів на схід від Нашвілла) режисером Романом Вайтом, який до цього створив музичне відео для на пісню Тейлор Свіфт «You Belong with Me». Прем'єра відео відбулася на perezhilton.com 9 жовтня 2009 і воно з'явилося в iTunes за три дні. Прем'єра на офіційному каналі Бібера на YouTube відбулася 13 жовтня 2009. Мати Бібера, Патті Маллетт, грає у кліпі епізодичну роль, сидячи за столиком біля продавця квітів. Під час знімання кліпу, Бібер пожартував і сказав: «Це як найбільше місто, в якому я коли-небудь був.» Він продовжив: «Воно дійсно невелике і химерне, і миле, і чудове. Кожен, напевно, знає, що я так думаю.» За кілька днів до закінчення зйомок, по всьому місту були розклеєні промо-фото, на яких Бібер тримає в руках плакати зі своїх перших зйомок, поруч зі старою бірюзовою вантажівкою. На відео видно, що у Бібера на шиї висить ідентифікаційний жетон військовослужбовця. За лаштунками знімального майданчика Бібер сказав, що жетон дав йому фанат, і він належав одному з його друзів, які загинули на війні. Бібер додав: «Я ношу його, тому що це круто і своєрідна пам'ять.» Основною концепцією відео є мета Бібера, полонити серце дівчини після влаштованого для неї квесту по всьому місту. Режисер Роман Вайт сказав: «Це романтично, це в пральні … це все, що потрібно, щоб запалити вогник в дівочому серці».
У кліпі Біберу подобається дівчина (Грейс Марі Вілсон), яку він бачить щодня за пранням одягу в місцевій пральні.
У перших сценах Бібер одягнутий в зелену кофту з капюшоном, схожу на сіру, в якій він був у кліпі «One Time», а також в футболку журавлинового кольору. Одного разу, коли він очікує на свій одяг і налаштовує гітару, у неї падає шарф, і він його піднімає. Під час сцени в пральні на Бібері сорочка з комірцем змішаного фіолетового, синього і помаранчевого тартану, з темно-фіолетовою футболкою. Дівчина повертається наступного дня, однак його там немає. Потім Бібер лишає поруч з пральною машиною знак, що він знайшов її загублений шарф. Він влаштував для дівчини справжній квест для пошуку шарфу, розмістивши фотографії із собою та шарфом по всьому місту, щоб спонукати її піти на побачення з ним. Бібер фотографується з шарфом у різних місцях, зокрема, біля торговця солодощами, з цуценятами в зоомагазині, та інших, лишаючи там турботливі жарти про те, що він робитиме для неї. Протягом побачення і у фінальних сценах Бібер одягнений в білу смугасту сорочку з комірцем та темно-ціанову футболку. Дівчина, нарешті, знаходить Бібера наприкінці відео, і у них відбувається побачення.
MTV назвав відео «втрата і пошук шарфу, що призводить до якоїсь молодої любові» і називає Бібера новою сенсацією, заявивши, що «Оформлення „One Less Lonely Girl“ — це, здається, Головна вулиця, США … А чому ні? Чи не відрізала ця дитина шматочок яблучного пирога на підвіконні американської підліткової мрії?» AOL називала кліп «пошуком коштовностей» і високо оцінила сцену із зоомагазином, зазначивши: «І потім, якщо відео не можна було зробити ще милішим, вони це зробили, додавши цуценят.»

## Просування
Фраза «One Less Lonely Girl» використовувалася на деяких товарах з офіційного магазину Бібера. Одним з продуктів був шарф журавлинового кольору, такого ж, як колір сорочки, яку Бібер носив у кліпі. На одному кінці шарфа є напис «One Less Lonely Girl», а на іншому — автограф Бібера. Тамар Ентай з MTV Buzzworthy назвала шарф «чарівним» і таким, «в цілому його покупка зробить вас менш самотньою». Іншим продуктом була біла футболка, на якій фраза була стилізована під «1LessL♥nleyGirl» у варіаціях блакитного кольору. У грудні 2009 року Бібер об'єднався з торговою мережею 1-800-Flowers задля рекламної кампанії. Компанія випустила з «One Less Lonely Girl» фірмовий букет червоних троянд «інтуїція» і картки до Дня святого Валентина з Бібером, на яких співак тримає серце. Квіткова композиція могла складатися або з двадцяти чотирьох або з дванадцяти квіток у червоній, сріблястій або прозорій вазі. Доставку квітів можна було замовити з 12 січня до 12 лютого 2010 року, напередодні Дня святого Валентина. Перша тисяча клієнтів отримала безкоштовну копію шарфу з відео «One Less Lonely Girl». Частина виручки пішла до благодійної організації Pencils of Promise, яка допомагає будувати школи в країнах, що розвиваються. Бібер часто долучається до благодійності. Окрім того, було проведено конкурс, переможця якого Бібер з квітами привітає особисто, або може виграти букет і інші товари від Джастіна Бібера.

## Виступи наживо
Бібер виконував «One Less Lonely Girl» як в акустичному варіанті, так і з оригінальним музичним супроводом. Прем'єра пісні в акустичному виконанні відбулася в рідній для Бібера Канаді у фіналі талант-шоу The Next Star на телеканалі YTV. Бібер виконав пісню разом зі своїм провідним синглом «One Time» 26 вересня 2009 року. Він також виконав пісню акустично в ефірі шоу It's On with Alexa Chung 19 листопада 2009. Коли Бібер виконує пісню з музичним супроводом, він запрошує одну або двох дівчат на сцені, щоб вони були об'єктом його любові або «самотньою дівчиною» під час виступу. Бібер виконав пісню з оригінальним музичним супроводом разом з «One Time», і «Favorite Girl» під час свого дебюту на американському телебаченні в шоу The Today Show. Він також виконав пісню з музичним супроводом на Шоу Елен Дедженерес, і протягом зими 2009 року, коли він виступав на кількох різних різдвяних концертах. Коли Бібер виконував пісню на Різдвяному Балу радіостанції Q100 в Атланті, штат Джорджія, де починалась кар'єра Бібера, він запросив на сцену, як дівчину для пісні, свого хорошого друга і колишню подругу Кейтлін Бідлс, яка нещодавно відновився після човнової аварії. Бібер виконував сингл, як свою другу пісню під час щорічного новорічного телевізійного ефіру Dick Clark's New Year's Rockin' Eve with Ryan Seacrest, і запросив у ту ніч свого друга і товариша виконавця Селену Гомес на сцену в ролі самотньої дівчини. Виступ на сцені підживлював чутки про стосунки між Бібером і Гомес, але обидва стверджували, що вони, як і раніше, просто друзі. Він заспівав пісню на Pepsi Супербоулі Fan Jam на телеканалі VH1, разом з іншими виконавцями, зокрема Ріанною і Timbaland, та на каналі CBS в програмі The Early Show в рамках супербоул-програми. Він виконав попурі з «One Less Lonely Girl» та «Never Let You Go», разом з «Baby» на каналі BET під час благодійного телемарафону SOS: Help for Haiti Telethon. Оскільки телемарафон також транслювався і на Гаїті, Бібер заспівав перший куплет французькою мовою. У березні 2016, під час свого концертного туру Purpose World Tour, Бібер несподівано виконав пісню вперше за тривалий час.

## Скандал
Пародія пісні у виконанні Бібера викликав суперечки після того, як відео з пародією було опубліковане розважальним новинним сайтом TMZ 4 червня 2014 року. На відео 14-річний Бібер, пародіюючи «One Less Lonely Girl», співає «One less lonely nigger» (укр. Одним самотнім ніґґером менше), і що якби він мав вбити, щоб стало «одним самотнім ніґґером менше», він був би «частиною KKK». Джерела заявили, що Бібер сказав своїм наставникам, співаку Ашеру і актор Віллу Сміту, про відео одразу після того, як воно було зняте, після чого Ашер показав Біберу, історичні расистські відео з метою освідчити його про деградаційне значення слова «нігер» і інші расові терміни. 5 червня 2014, репер і президент лейблу Young Money Entertainment, Мек Мейн став на захист Бібера після його расистських висловлювань. Мейн заявив, що Бібер до сих пір є частиною родини артистів Young Money, повідомляє TMZ. Видання зазначає, що зі слів Мейна, Бібер має чорношкірих друзів і що «Бібер не має рабського менталітету.» Мек Мейн також підтверджує, що Young Money і Джастін Бібер мають намір продовжити співпрацю. Того ж дня Бібер публічно вибачився за пародію.

## Автори
- Автори пісні — Венс Тейт, Томас Олівера, Ізекіль Льюїс[en], Байлева Магомет[en], Шон Гамільтон, Хек Шин (Joombas).[40]
- Продюсери — Ізекіль Льюїс, Байлева Магомет, Шон Гамільтон, Хек Шин (Joombas), Венс Тейт, Томас Олівера.[40]
- Звукозапис — Ізекіль Льюїс і Дейв Гайман.[40]
- Зведення[en] — Джейсен Джошуа-Фаулера і Дейв Пенсадо, асистент зведення Джанкарло Ліно.[40]
- Консультанти з питань артистів і репертуару[en] — Венс Тейт, Стів Овенс, Розалінд Гаррел.[40]

## Чарти і сертифікації
| Чарт (2009–10)                       | Найвища позиція |
| ------------------------------------ | --------------- |
| Австралія (Australian Singles Chart) | 68              |
| Австрія (Austrian Singles Chart)     | 54              |
| Бельгія (Belgian Tip Chart Фландрія) | 25              |
| Канада (Canadian Hot 100)            | 10              |
| Німеччина (German Singles Chart)     | 22              |
| Велика Британія (UK Singles Chart)   | 62              |
| США (Billboard Hot 100)              | 16              |
| США (Pop Songs)                      | 21              |

| Регіон                                             | Сертифікація | Продажі    |
| -------------------------------------------------- | ------------ | ---------- |
| Канада (Music Canada)                              | Золотий      | 40 000*    |
| США (RIAA)                                         | Платиновий   | 1 025 000^ |
| ^відвантаження, що базуються лише на сертифікаціях |              |            |

## Історія випуску
| Країна            | Дата                                 | Формат               |
| ----------------- | ------------------------------------ | -------------------- |
| Канада            | 6 жовтня 2009                        | Цифрове завантаження |
| США               | 6 жовтня 2009                        | Цифрове завантаження |
| 30 листопада 2009 | Радіо форматів Mainstream і rhythmic |                      |